# Carmelita Jeter
Carmelita Jeter, ameriška atletinja, * 24. november 1979, Los Angeles, ZDA.
Nastopila je na poletnih olimpijskih igrah leta 2012, kjer je osvojila naslov olimpijske prvakinje v štafeti 4x100 m s svetovnim rekordom 40,82 s, srebrno medaljo v teku na 100 m in bronasto v teku na 200 m. Na svetovnih prvenstvih je osvojila naslov prvakinje v štafeti 4x100 m v letih 2007 in 2011, ko je osvojila naslov prvakinje tudi v teku na 100 m, ob tem je osvojila še srebrno medaljo v teku na 200 m in tri bronaste medalje v teku na 100 m, na svetovnih dvoranskih prvenstvih pa srebrno medaljo v teku na 60 m leta 2010.